# Marin Bosiočić
Marin Bosiočić (ur. 8 sierpnia 1988 w Rijece) – chorwacki szachista, arcymistrz od 2008 roku.

## Kariera szachowa
W latach 1998–2006 wielokrotnie reprezentował Chorwację na mistrzostwach świata i Europy juniorów w różnych kategoriach wiekowych, był również dwukrotnie (2003, 2006) reprezentantem kraju na drużynowych mistrzostwach Europy juniorów do 18 lat. W latach 2004 i 2005 dwukrotnie zdobył w złote medale w mistrzostwach Chorwacji juniorów do 17 lat. W 2005 r. zajął II m. (za Tomasem Polakiem) w kołowym turnieju w Splicie, w 2006 r. był drugi (za Aleksandarem Kovaceviciem) w Nowym Sadzie, natomiast w 2007 r. podzielił I m. (wspólnie z Nebojsą Nikceviciem, Ovidiu Foișorem i Robertem Zelciciem) w otwartym turnieju w Cannes. W 2008 r. wypełnił dwie arcymistrzowskie normy, podczas indywidualnych mistrzostw Europy w Płowdiwie oraz na turnieju open w Trieście (dz. I m. wspólnie z Siergiejem Tiwiakowem) oraz podzielił II m. (za Ivanem Sariciem, wspólnie z Ognjenem Jovaniciem i Borki Predojeviciem) w Puli. W 2009 r. wystąpił w reprezentacji kraju na rozegranych w Nowym Sadzie drużynowych mistrzostwach Europy, podzielił również II m. (za Grzegorzem Gajewskim, wspólnie z m.in. Ognjenem Cvitanem, Mladenem Palacem i Eltajem Safarlim) w Rijece. W 2011 r. zwyciężył w Splicie oraz podzielił I m. (wspólnie z m.in. Peterem Prohaszką, Ołeksandrem Ipatowem, Momcziłem Nikołowem i Jurijem Kryworuczko) w Retimnie. W 2014 r. zwyciężył w Sankt Veit an der Glan.
Najwyższy ranking w dotychczasowej karierze osiągnął 1 września 2011 r., z wynikiem 2593 punktów zajmował wówczas 4. miejsce wśród chorwackich szachistów.